# Mezoregion Jequitinhonha

Mezoregion Jequitinhonha

Mezoregion Jequitinhonha – mezoregion w brazylijskim stanie Minas Gerais, skupia 51 gmin zgrupowanych w pięciu mikroregionach. 

## Mikroregiony
- Almenara
- Araçuaí
- Capelinha
- Diamantina
- Pedra Azul